# Ossas-Suhare
Ossas-Suhare é uma comuna francesa na região administrativa da Nova Aquitânia, no departamento dos Pirenéus Atlânticos. Estende-se por uma área de 7,14 km². Em 2010 a comuna tinha 86 habitantes (densidade: 12 hab./km²).